# 馬特奧伊圖拉爾德 (聖米格利托區)
馬特奧伊圖拉爾德（西班牙語：Mateo Iturralde），是巴拿馬的城鎮，位於該國中東部，由巴拿馬省的聖米格利托區負責管轄，面積1平方公里，2010年人口11,496，人口密度每平方公里11,565.4人。